# Downingia laeta
Downingia laeta là loài thực vật có hoa trong họ Hoa chuông. Loài này được (Greene) Greene mô tả khoa học đầu tiên năm 1910.